# Ring Magazine
Ring Magazine eller The Ring er boksesportens mest anerkendte magasin. Bladet kan sammenlignes med, hvad Rolling Stone Magazine er for musikken, og det er på mange måder et klassisk magasin på linje med Time Magazine, Sports Illustrated og People.
Den første udgave blev udgivet i 1922. En række af de største boksere har været på forsiden som Jack Dempsey, Max Schmeling, Sugar Ray Robinson, Muhammad Ali, Mike Tyson og andre af verdens bedste boksere.
Ring Magazine blev grundlagt af Nat Fleischer. Magasinet har haft flere ejere og er i dag ejet af Oscar De La Hoyas selskab Golden Boy Enterprises.